# 愛知県道81号豊橋下吉田線
愛知県道81号豊橋下吉田線（あいちけんどう81ごう とよはししもよしだせん）は、愛知県豊橋市から同県新城市に至る主要地方道である。ほぼ同じ区間を結ぶ愛知県道69号豊橋乗本線よりさらに山沿いを経由し、特に新城市内の一部区間は幅員の狭い山道となる。

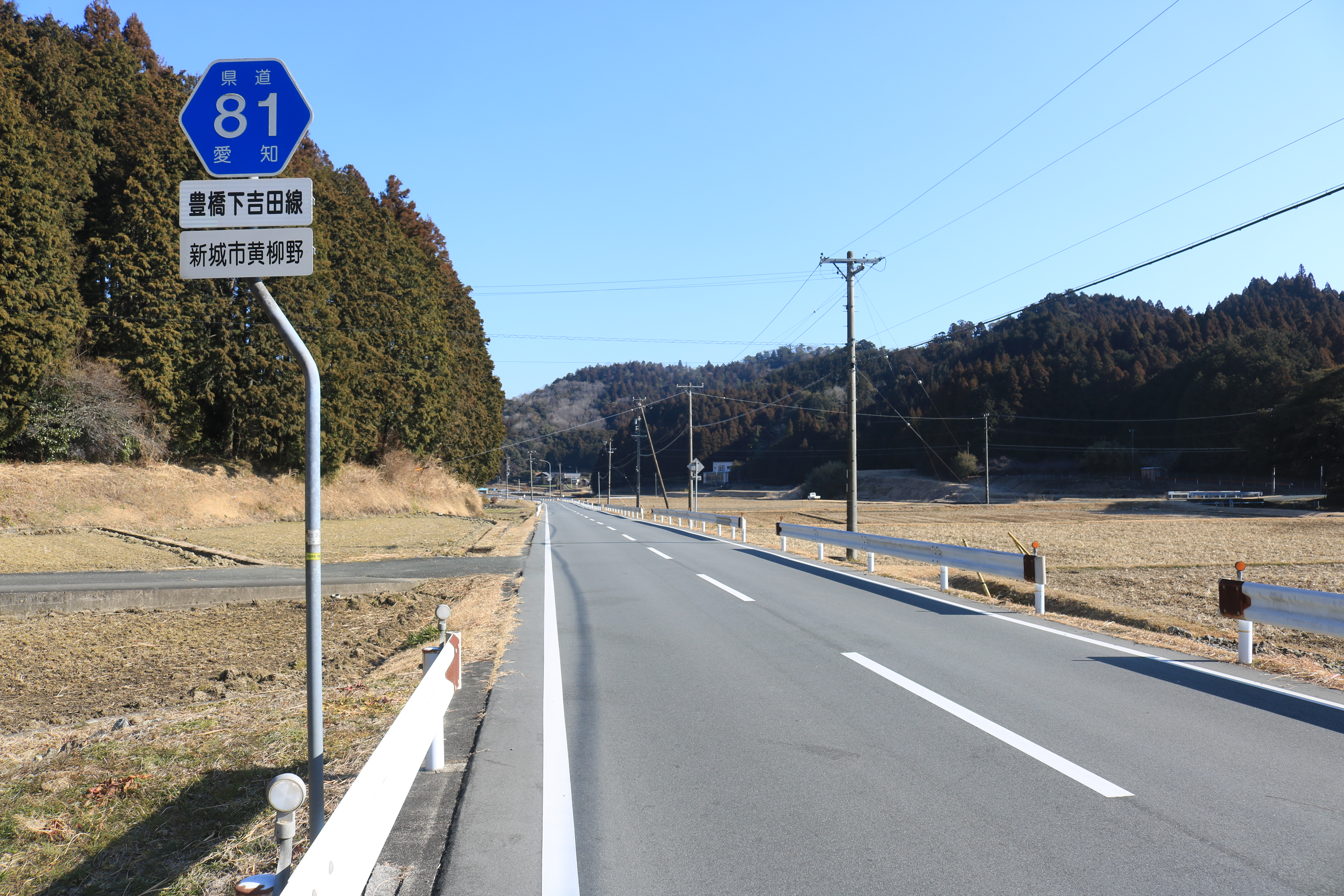
愛知県道81号豊橋下吉田線、新城市黄柳野にて

## 概要

### 路線データ
- 起点：愛知県豊橋市東田町（東田交差点）
- 終点：愛知県新城市下吉田五反田（国道257号交点）
- 総延長：約29.3 km

## 沿革
- 1983年2月21日 認定
- 2011年4月1日 豊橋新城鳳来線から豊橋下吉田線に名称変更

## 別名
- 柿の木街道 （豊橋市）
- 別所街道 （豊橋市、新城市）

## 通過する自治体
- 愛知県
  - 豊橋市
  - 新城市

## 接続する道路

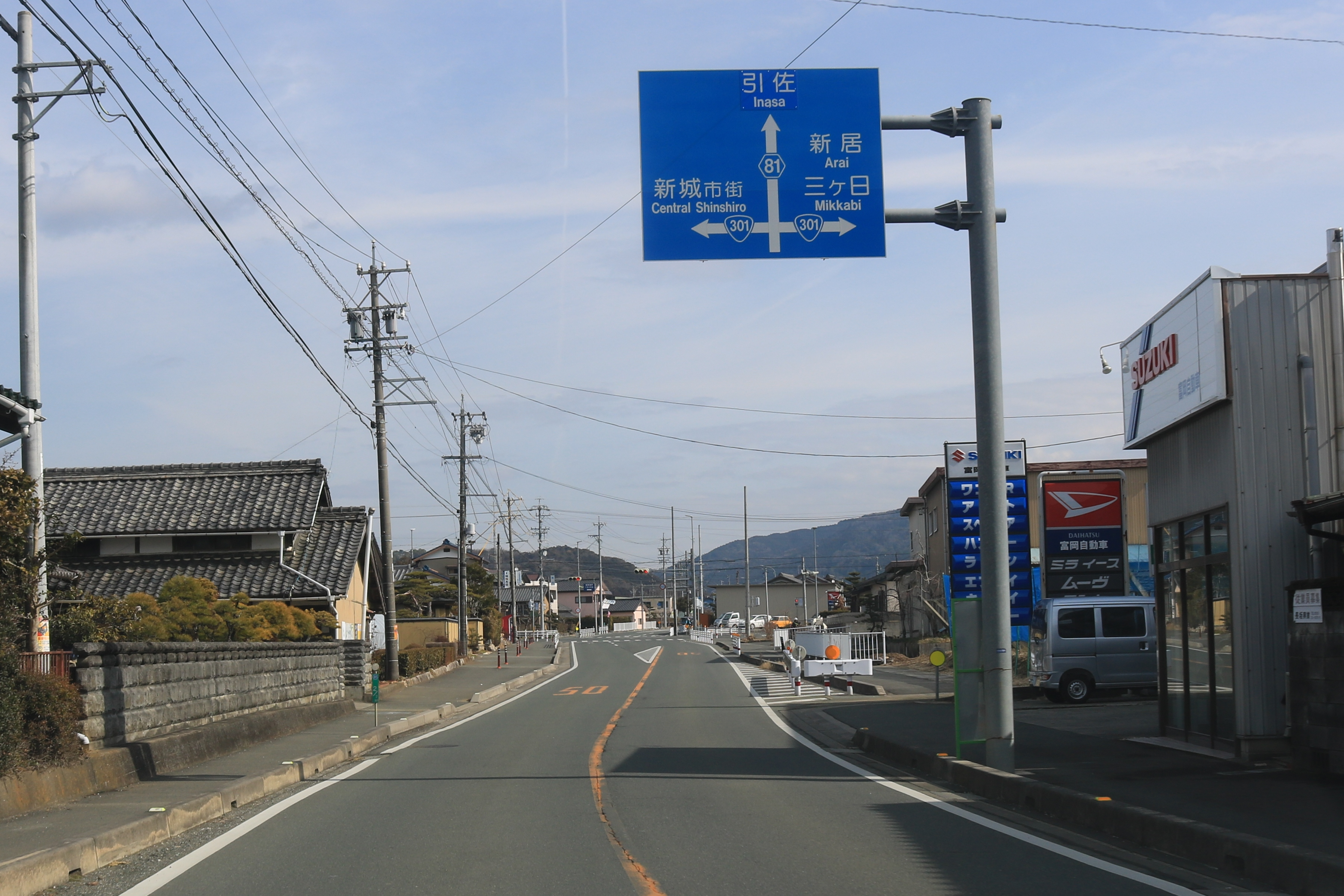
国道301号との富岡交差点、新城市富岡にて

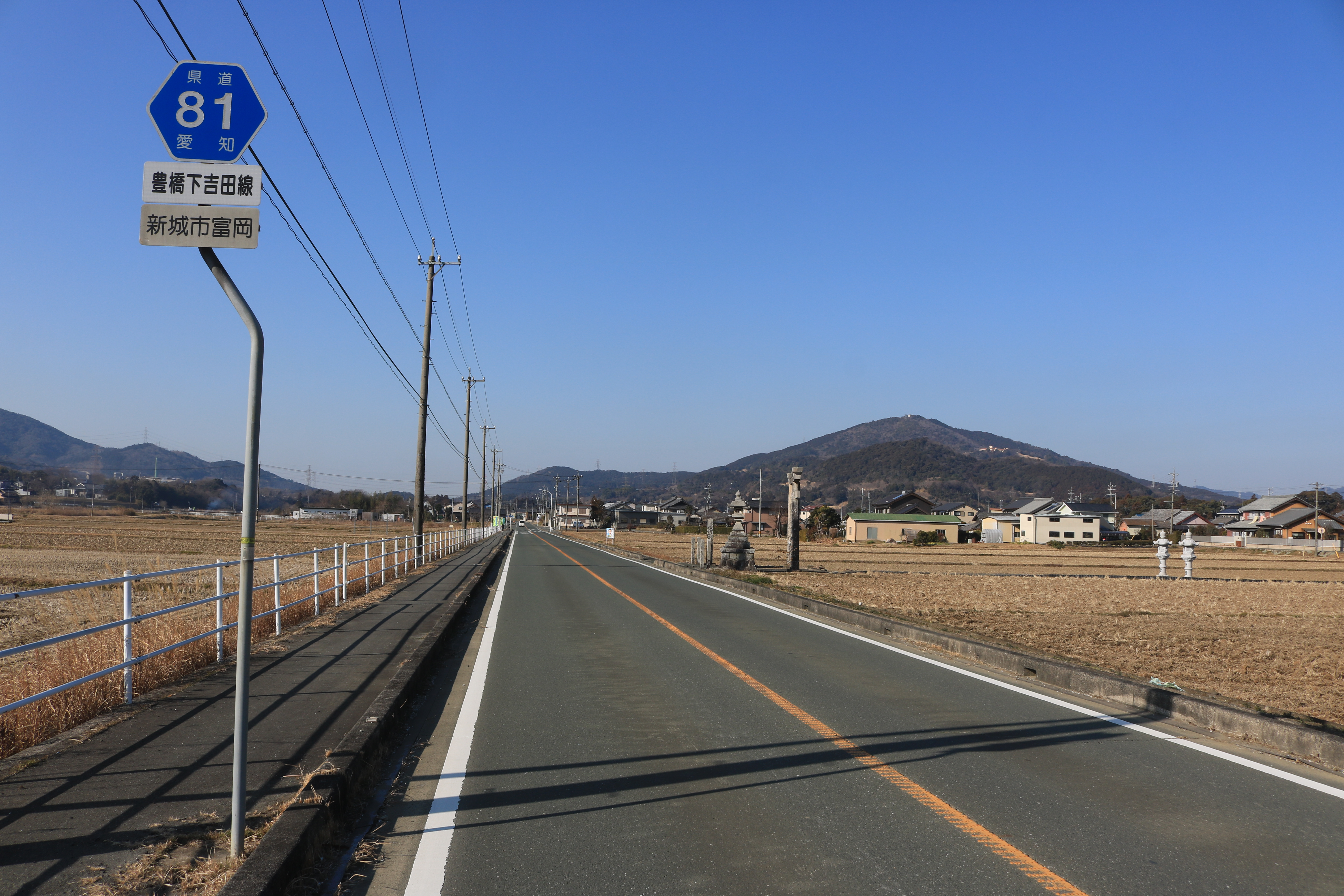
愛知県道81号豊橋下吉田線、新城市富岡にて、右前方に吉祥山

- 愛知県道4号豊橋大知波線（多米街道）（東田交差点）
- 愛知県道502号豊橋環状線（東田交差点 - 豊橋市牛川通4丁目間で重複）
- 愛知県道379号石巻山線（石巻登山口交差点）
- 愛知県道31号東三河環状線（旧道は起点から、新道は玉川小学校南交差点から和田辻交差点まで重複）
- 国道362号（姫街道）（和田辻交差点）
- 愛知県道499号石巻萩平豊川線（豊橋市石巻萩平町中吉祥）
- 愛知県道381号豊津石巻萩平線（豊橋市石巻萩平町釜石）
- 国道301号（挙母街道）（富岡交差点）
- 愛知県道445号鳳来三ヶ日線（新城市中宇利地内 - 下吉田終点間で重複）
- 愛知県道392号新城引佐線（新城市黄柳野地内 - 竹ノ輪地内間で重複）
- 国道257号（新城市下吉田・山吉田交差点）

## 沿線
- 石巻山
- 豊橋市立石巻中学校
- 馬越長火塚古墳などの古墳群
- 豊橋市立西郷小学校
- 中部電力三河変電所
- 東名ハイウェイバス豊橋北バスストップ
- 東名高速道路新城パーキングエリア
- 五葉の森
  - 豊川用水大原調整池
- 吉祥山
- 新城カントリー倶楽部
- 弓張山地
- パインフラットゴルフクラブ
- 福津峠（標高276m）
- 黄柳野高等学校